# Batalla del Fuerte de Arauco
El batalla del Fuerte de Arauco sucedió el 30 de diciembre de 1558 en el Fuerte de Arauco, Chile, como parte de la Guerra de Arauco, que enfrentaba a españoles y mapuches.

## Antecedentes
La victoria conseguida en Lincoya por el toqui Petegolen lo estimuló a seguir levantando fuertes contra los europeos. Estos no hacían movimiento bélico alguno, recordando la derrota anterior, y aguantaron las provocaciones mapuches.
Un día, cansados de tantos insultos, desafiaron a los aborígenes a una batalla de caballería. Los mapuches aceptaron. En esos tiempos, los mapuches ya le habían perdido el miedo a los españoles, y creían que lo único que tenía el enemigo de superior eran las armas.
Los mapuches, a pesar de ser una batalla muy desigual, decidieron aceptar. Cada vez que derrotaban a un jinete, tomaban su caballo y lo llevaban a su tribu, donde los jóvenes aprendían a montarlos y, poco a poco, mejoraron y se volvieron formidables jinetes. Así habían formado los primeros batallones de caballería mapuche, que iba a ser probada ese día.

## La batalla
El lugar de la batalla era una planicie ubicada entre los dos fuertes. La batalla comenzó cuando los españoles avanzaron. Las acciones eran sangrientas, ya que morían muchos de cada bando. Las lanzas españolas atravesaban las corazas de cuero de lobo de los indígenas, y estos respondían con fuertes golpes de mazos en la cabeza.
Cada vez que un mapuche se apoderaba de un caballo, lo llevaba hasta la retaguardia y un indígena de infantería lo montaba e ingresaba a la batalla. Poco a poco la victoria se inclinó del lado mapuche, gracias a esta "infantería montada". Cuando estos lograron dividir en dos la línea española, estos se batieron en retirada, mientras los mapuches les siguieron dando bajas. Esta había sido la primera batalla de caballería entre mapuches y españoles. Las tácticas de Petegolen y la ferocidad mapuche habían ganado la batalla.